# Adam Vella
Adam Joseph Vella (Melbourne, 12 giugno 1971) è un ex tiratore a volo australiano, vincitore della medaglia di bronzo nella fossa olimpica ad Atene 2004.
In carriera vanta anche un oro, quattro argenti e un bronzo tra Campionati mondiali di tiro e Campionati mondiali di tiro a volo e quattro ori ed un argento ai Giochi del Commonwealth.
Dopo non essere stato convocato per i Giochi olimpici di Pechino 2008, ha partecipato anche ai Giochi olimpici di Londra 2012 e Rio de Janeiro 2016, classificandosi rispettivamente 15ª e 12ª .
Dopo il ritiro, avvenuto nel 2016, è stato allenatore della squadra australiana di tiro fino al 2018.

## Palmarès
- Giochi olimpici

Atene 2004: bronzo nella fossa olimpica.
- Campionati mondiali di tiro

Barcellona 1998: oro nella doppia fossa olimpica a squadre.
Lahti 2002: argento nella fossa olimpica a squadre.
- Campionati mondiali di tiro a volo

Lima 1997: argento nella doppia fossa olimpica a squadre, bronzo nella fossa olimpica a squadre.
Nicosia 2003: argento nella doppia fossa olimpica a squadre.
Lonato del Garda 2005: argento nella fossa olimpica a squadre
- Giochi del Commonwealth

Manchester 2002: oro nella fossa olimpica a coppie, argento nella fossa olimpica individuale.
Melbourne 2006: oro nella fossa olimpica a coppie.
Delhi 2010: oro nella fossa olimpica a coppie.
Glasgow 2014: oro nella fossa olimpica a coppie.